# Palafolls

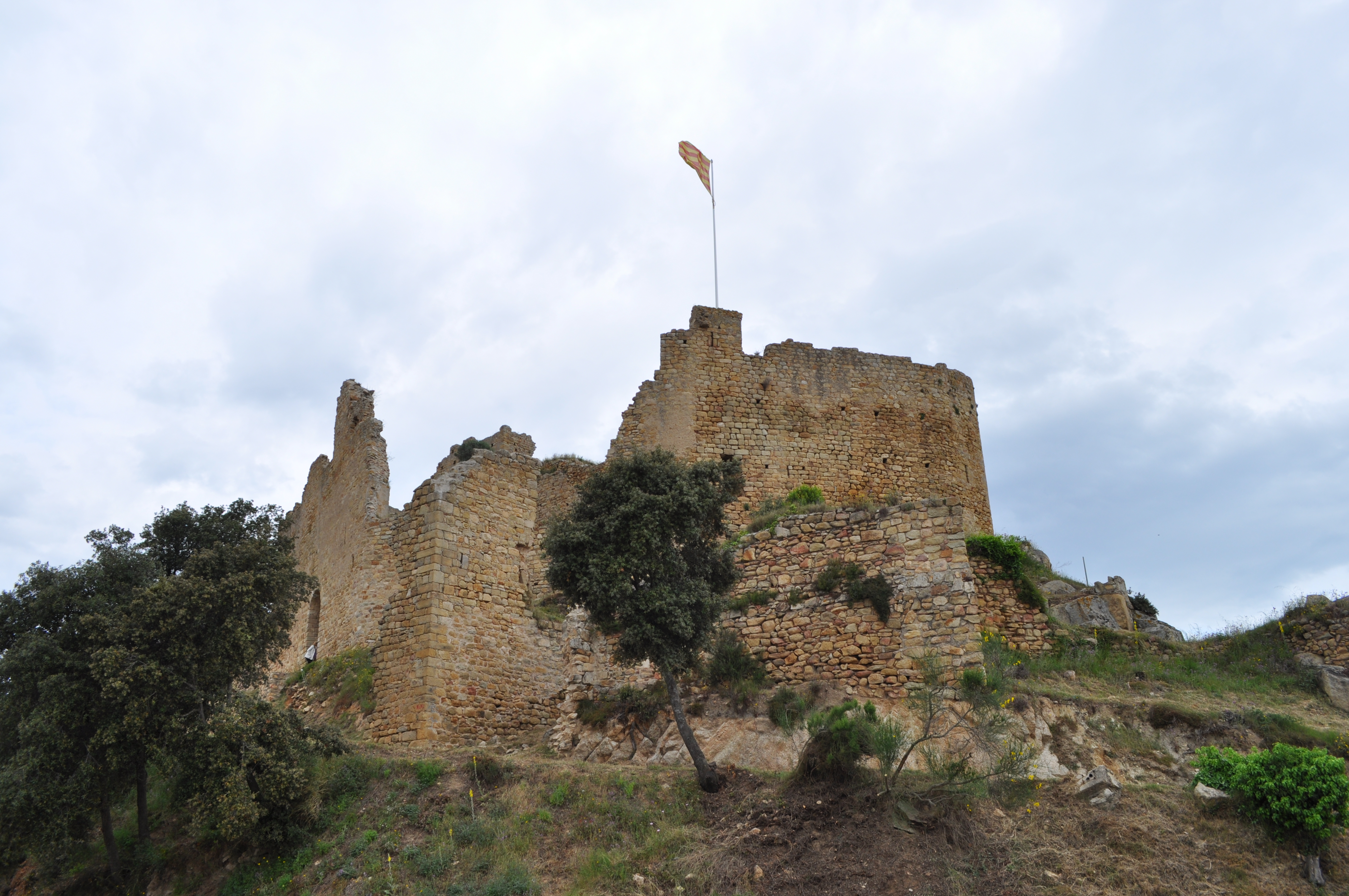
Burgruine Palafolls

Palafolls ist eine katalanische Ortschaft  in der Provinz Barcelona im Nordosten Spaniens. 

## Geographie
Palafolls liegt in der Comarca Maresme. Ein großer Teil der Gemarkung ist von Wäldern bedeckt (Eichen, Kiefern, Edelkastanien). Über 25 % der Gemarkung wird landwirtschaftlich genutzt, insbesondere für den Anbau von Kartoffeln, Gemüse und Obst.
Ab 1950 stieg die Einwohnerzahl wegen der starken Einwanderung von etwas über 1.000 zunächst sprunghaft, später kontinuierlich auf 9661 (Stand 1. Januar 2022).

## Bauwerke
Die Ruine des Schlosses von Palafolls, Sitz der gleichnamigen Baronie, erhebt sich auf einem kleinen Bergzug.
Der japanische Architekt Arata Isozaki plante 1987 den Sportkomplex Palafolls, der 1996 eingeweiht wurde.

## Städtepartnerschaft
- Ax-les-Thermes (Frankreich)